# Hexafluorobenzè
L’hexafluorobenzè, HFB, C6F6, o benzè perfluorat, és un compost organofluorat. En aquest derivat del benzè, tots els àtoms d'hidrogen han estat substituïts per àtoms de fluor. Les aplicacions tècniques d'aquest compost són limitades, tot i que té alguns usos especialitzats en el laboratori gràcies a les seves propietats espectroscòpiques distintives.

## Història
L'hexafluorobenzè va ser sintetitzat durant la dècada de 1940 mitjançant la fluoració del benzè, substituint àtoms d'hidrogen per àtoms de fluor. Aquest avanç va implicar una precisa manipulació de tècniques i reactius per controlar les reaccions químiques. El seu origen es contextualitza en la recerca de fluorocarburs a la dècada de 1930, destacant-se per enllaços carboni-fluor amb aplicacions prometedores en la química orgànica.

## Propietats
L'hexafluorobenzè a temperatura ambient és un líquid incolor, amb un punt de fusió de 5,2 °C, un d'ebullició de 80,1 °C i una densitat d'1,6120 g/cm3. El seu índex de refracció és 1,377.

### Geometria de l'anell aromàtic
L'hexafluorobenzè es troba en certa manera a part dels perhalogenbenzens. En comptar els angles d'enllaços i distàncies, és possible calcular la distància entre dos àtoms d'orto fluor. També es coneix el radi no enllaçant dels halògens. La següent taula presenta els resultats:
| Fórmula | Nom             | Distància interhalògena calculada, assumint que l'anell aromàtic és planar. | Doble radi no enllaçant. | Simetria conseqüent del benzè. |
| C6F6    | Hexafluorobenzè | 279                                                                         | 270                      | D6h                            |
| C6Cl6   | Hexaclorobenzè  | 312                                                                         | 360                      | D3d                            |
| C6Br6   | Hexabromobenzè  | 327                                                                         | 390                      | D3d                            |
| C6I6    | Hexaiodobenzè   | 354                                                                         | 430                      | D3d                            |

L'hexafluorobenzè és l'únic perhalobenzè que és planar; les altres espècies de perhalobenzè mostren curvatura. Com a conseqüència, en el C6F6 la superposició entre els orbitals p és òptima en comparació amb els altres perhalobenzenes, resultat en una menor aromaticitat d'aquests compostos en comparació amb el C6F6.
Una part important de les propietats químiques de l'hexfluorobenzè es remunta a la posició del fluor a la taula periòdica. El fluor es troba al final del primer període i, per tant, és un halogen. També és l'halogen més petit amb l'electronegativitat més gran, el que significa que l'absorció d'un electró produeix el major guany d'energia de tots els elements. El fluor és un oxidant molt fort. Com a resultat, l' enllaç carboni-fluor està molt polaritzat: l'àtom de carboni està parcialment carregat positivament, el fluor està parcialment carregat negativament. Aquest raonament s'aplica sens dubte als electrons de l'enllaç sigma.
Una història completament diferent s'aplica als electrons dels orbitals p del fluor. L'orbital p del fluor que és paral·lel a l'orbital p de l'àtom de carboni veí donarà una interacció òptima aquí. A més, a diferència dels halògens superiors, el fluor no té plans nodals addicionals en els seus orbitals p. Això també significa que la interacció és òptima: no hi ha interacció anti-enllaç. A causa del dipol de l'esquelet sigma, part de la càrrega es transferirà del fluor al carboni: el fluor es comporta com un element σ-electronegatiu, però com un element π-electropositiu. Aquesta afirmació es corrobora amb les reaccions que pot dur a terme l'hexafluorobenzè.

## Síntesi
La síntesi directa de l'hexafluorobenzè a partir de benzè i fluor no ha estat útil. En canvi, es prepara mitjançant la reacció de fluorurs alcalins amb benzè halogenat:{\displaystyle {\ce {C6Cl6 + 6 KF -> C6F6 + 6 KCl}}}

## Reaccions
La majoria de les reaccions de l'hexafluorobenzè avancen amb el desplaçament del fluorur. Un exemple és la seva reacció amb l'hidrosulfur de sodi per formar pentafluorotiofenol:{\displaystyle {\ce {C6F6 + NaSH -> C6F5SH + NaF}}}
La reacció dels derivats del pentafluorofenil ha estat durant molt de temps intrigant pel seu mecanisme. Independentment del substituent, tots mostren un efecte de direcció cap al para. El nou grup introduït tampoc té cap efecte en el comportament direccional. En tots els casos, apareix un derivat del 1,4-disubstituït-2,3,5,6-tetrafluorobenzè. Finalment, la pista no es troba en la naturalesa del substituent no fluorat, sinó en els pròpis atoms de fluor. L'efecte π-electropositiu introdueix electrons a l'anell aromàtic. El substituent no fluorat no és capaç de fer-ho. A mesura que la càrrega s'acumula a les posicions orto i para respecte al grup donant, les posicions orto i para respecte al substituent no fluorat reben menys càrrega, així que són menys negatives o més positives. A més, el substituent no fluorat, en general, és més voluminós que el fluor, de manera que les seves posicions orto estan protegides estèricament, deixant el para com l'únic lloc de reacció pels grups entrants aníonics.
La llum ultraviolada provoca que l'HFB gaseós isomeritzi a la derivada hexafluorada del benzè de Dewar.

## Aplicacions de laboratori
L'hexafluorobenzè s'ha utilitzat com a molècula indicadora per investigar l'oxigenació del teixit in vivo. És extremadament hidròfob, però mostra una alta solubilitat en gas amb interaccions ideals entre líquid i gas. Com que l'oxigen molecular és paramagnètic, provoca la relaxació longitudinal de l'spin de 19F en la RMN (R1): es reporta específicament una dependència lineal R1 = a + b p(O2). L'HFB actua essencialment com un amplificador molecular, ja que la solubilitat de l'oxigen és major que en l'aigua, però la termodinàmica requereix que la p(O2) en l'HFB s'equilibri ràpidament amb el mitjà circumdant. L'HFB té una única i estreta senyal d'NMR de 19F i la taxa de relaxació de l'spin lattice és altament sensible als canvis en la p(O2), però respon mínimament a la temperatura. Normalment, l'HFB s'injecta directament en un teixit i la RMN de 19F pot ser utilitzada per mesurar l'oxigenació local. S'ha aplicat àmpliament per examinar els canvis en l'oxigenació del tumor en resposta a intervencions com la inhalació de gasos hiperòxids o com a conseqüència de la pertorbació vascular. Les mesures d'IRM de l'HFB basades en la relaxació de 19F s'han demostrat correlacionar-se amb la resposta a la radiació dels tumors. L'HFB s'ha utilitzat com a patró d'or per investigar altres biomarcadors pronòstics potencials de l'oxigenació del tumor, com BOLD (Blood Oxygen Level Dependent), TOLD (Tissue Oxygen Level Dependent) i MOXI (MR oximetry). Es va publicar una revisió d'aplicacions el 2013.
L'HFB s'ha avaluat com a estàndard en l'espectroscòpia de RMN de fluor-19.

## Toxicitat
L'hexafluorobenzè pot causar irritació als ulls i a la pell, irritació del tracte respiratori i digestiu, i pot provocar depressió del sistema nerviós central segons la FDS (Fitxa de Dades de Seguretat). L'Institut Nacional de Seguretat i Salut Ocupacional (NIOSH) el registra al seu Registre d'Efectes Tòxics de Substàncies Químiques com a neurotòxic.